# Chahal
San Fernando Chahal é um Município da Guatemala do departamento de Alta Verapaz.